# Here It Goes Again
Here It Goes Again is een nummer van de Amerikaanse rockband OK Go uit 2006. Het is de vijfde en laatste single van hun tweede studioalbum Oh No.
"Here It Goes Again" staat bekend om de spectaculaire videoclip, waarin de choreografie wordt uitgevoerd op acht in tegengestelde richting opgestelde loopbanden. De clip werd meer dan 50 miljoen keer bekeken en leverde een Grammy Award en een YouTube Video Award op. Het nummer werd een bescheiden hit in de Verenigde Staten en bereikte de 38e positie in de Billboard Hot 100, waarmee het de enige Amerikaanse hit werd voor de band. In het Nederlandse taalgebied bereikte de plaat de hitlijsten niet, wel geniet het er veel bekendheid, mede door de videoclip.

## Tracklijst
- 7"

1. "Here It Goes Again" - 2:59
2. "The Love Cats" - 3:31